# FK Dukla Praga
A.F.K. Dukla Praha este un club cu sediul la Praga (Praha în limba cehă). În timpul zilelor sale de glorie, clubul a câștigat nouă titluri de campion al Cehoslovaciei și nouă Cupe Cehoslovace, și în sezonul 1966-1967 a atins semifinalele Cupei UEFA. Apoi foarte târziu, în 1986-1987 a atins semifinalele Cupei Cupelor.
Clubul Dukla Praga cuprindea și alte sporturi, dar aceste ramuri nu mai există. Cluburi separate de atletism, canotaj, handbal, pentatlon modern, ciclism etc. numite Dukla Praha continuă să pregătească sportivi de clasă mondială în sporturile respective (precum Roman Sebrle și alții). Spre deosebire de clubul de fotbal, acestea se află încă sup patronajul Armatei Cehe.
Clubul care avea să devină în cele din urmă Dukla Praga a fost inițial înființat de Armata Cehă pe 7 martie 1947 și a fost inițial cunoscut sub numele de Armadni Telovychovny Klub (A.T.K., Clubul Armatei de Educație Fizică, C.A.E.F.).
Înainte de începutul sezonului 1953, clubul a început să joace sub numele de Ustredni Dum Armady (U.D.A., Casa Centrală a Armatei, C.C.A.). Era momentul reorganizării politice a sportului și a educației fizice cehoslovace.
În sfârșit în 1956, clubul a fost redenumit Dukla Praha în onoarea satului slovac care a rezistat asaltului german din timpul celui de-al doilea război mondial.
Josef Masopust, mijlocașul-cheie al clubului, a fost ales Fotbalistul European al Anului 1962, când Cehoslovacia a fost finalistă a Cupei Mondiale.
De la începutul anilor 1990, clubul a întâmpinat perioade din ce în ce mai grele. Marile sale rivale, ca Sparta Praha, au început să obțină sponsorizări importante. Clubului îi era greu să obțină sponsorizări la același nivel, mai ales datorită trecutului comunist care păta clubul.
Clubul a rămas în elită până la dizolvarea Cehoslovaciei. În sezonul 1993-1994, clubul slăbit nu a câștugat decât un singur meci de campionat și, pentru prima dată de la înființare, a fost retrogradat, datorită problemelor financiare, direct în divizia a treia.
Dukla a fuzionat cu F.C. Pribram și noul club a preluat locul acestuia din urmă în divizia a doua cehă, jucând acasă în Praga.
În 1997, direcțiunea clubului nu a putut să ajungă la un acord cu Armata ca proprietar al stadionului Na Julisce și a mutat clubul la Pribram, redenumindu-l apoi F.C. Dukla și apoi Dukla Pribram, apoi F.K. Marila Pribram.
Însă, în 2002, clubul a fuzionat cu Dukla Dejvice, înființat în 1959, care juca și el pe Na Julisce, și apoi, în 2003, cu Jakubcovice preluând locul ultimului în divizia a doua cehă, de unde a promovat în 2004 în prima divizie cehă.
Numele clubului apare în titlurile unei melodii a trupei britanice Half Man Half Biscuit, "All I Want For Christmas Is A Dukla Prague Away Kit", și al unei piese de teatru a cehului Pavel Pasek, "4-0 pro A.T.K. - Veselohra o lidu footballovem a sazejicim o 3 dejstvich" ("4-0 pentru C.A.E.F. - comedie despre fotbal și națiunea pariorilor în trei acte").
Clubul a câștigat de 11 ori titlul de campion al Cehoslovaciei în 1953, 1956, 1958, 1961, 1962, 1963, 1964, 1966, 1977, 1979, 1982.
A câștigat de 8 ori Cupa Cehoslovaciei în 1961, 1965, 1966, 1969, 1981, 1983, 1985, 1990.
A fost o dată finalistă a Cupei Cehiei în 1997.
Internaționali cehi care au jucat la Dukla: Ota Hemele, Vaclav Pavlis, Karol Dobay, Ladislav Prada, Ladislav Novak, Rudolf Kucera, Svatopluk Pluskal, Josef Masopust, Pavel Kouba, Jaroslav Borovicka, Frantisek Safranek, Vaclav Samek, Ivo Viktor, Ladislav Vizek, Zdenek Nehoda, Frantisek Stambachr, Stanislav Pelc, Miroslav Gajdusek, Ludek Macela, Karel Stromsík, Jan Fiala, Milan Luhovy, Pavel Nedved, Karel Rada, Karel Krejci, Gunter Bittengel, Petr Rada, Jozef Adamec, Michal Pospisil, Jozef Obajdin, Ales Chvalovsky, Josef Jelinek, Jan Zlocha, Pavel Chaloupka, Tomas Kríz, Jan Hertl, Tadeusz Kraus, Jan Kozak, Karel Jarolím, Tomas Postulka, Stanislav Griga, Dusan Fitzel, Zdenek Svoboda, Edvard Lasota, Michal Vorel, Vaclav Kolousek, Tomas Votava, Marek Heinz, Jiri Nemec, Jaroslav Netolicka, Pavel Srnicek, Miroslav Votava etc.
Clubul are culorile galben și albastru, porecla de "Muncitorii portuari" și joacă acasă din 2002 pe Na Julisce cu o capacitate de 29000 de locuri în Prva Liga (Prima Divizie Cehă). Direcțiunea plănuiește să mute meciurile de acasă din 2022 pe Dukla cu o capacitate de 34560 de scaune, cu nocturnă.